# Felice Balbo
Felice Balbo (Torino, 1º gennaio 1913 – Roma, 3 febbraio 1964) è stato un filosofo italiano, considerato una delle voci più significative della cultura italiana della prima metà del Novecento. Fu un intellettuale militante cattolico e comunista, impegnato in un vasto progetto di rifondazione della politica nell'immediato secondo dopoguerra.

## Biografia
Nacque a Torino da Enrico Balbo di Vinadio e da Ada Tapparo, in via Bogino 8, nella casa che era stata del conte Cesare Balbo, ministro di casa Savoia nel XIX secolo. Dopo la laurea in Giurisprudenza, partecipò alla seconda guerra mondiale prima come sottufficiale degli Alpini, poi come membro della Resistenza. Fu amico di Natalia Ginzburg, Giulio Einaudi, Alessandro Fè d'Ostiani, Massimo Mila, Paolo Boringhieri, Giaime Pintor e Cesare Pavese. Come consulente della casa torinese Einaudi curò due collane di filosofia. Fu nominato cattedratico di filosofia morale a Roma.
Dal 1951 si raccolse attorno a lui un piccolo gruppo di cattolici comunisti e di cristiano-sociali, molti ispirati dalle idee di Giuseppe Dossetti, per discutere sulla crisi dei valori nella società contemporanea e sui modi di superarla mediante l'impegno sociale. Il suo impegno intellettuale trovò espressione inoltre con i contributi alle riviste Cultura e realtà diretta da Mario Motta e Terza generazione diretta da Ubaldo Scassellati prima e Gianni Baget Bozzo poi (i cui ideatori e collaboratori riconobbero l'ispirazione di Balbo anche se egli vi collaborò solo con un articolo), e nell'attività politica: fu infatti vicino alle organizzazioni della sinistra di ispirazione cattolica e al Partito Comunista.
Egli comprese come il mutamento centrale della società sarebbe avvenuto nel rapporto tra lavoro umano e tecnica. Il 1º marzo 1956 fu assunto all'IRI presso il Servizio problemi del lavoro diretto da Giuseppe Glisenti, e si interessò di formazione del personale. Nel 1960 venne nominato direttore del Centro IRI per lo studio delle funzioni direttive aziendali.

## Opere
- Felice Balbo, L'uomo senza miti, 1945.
- Felice Balbo, il laboratorio dell'uomo, 1946.
- Felice Balbo e altri. Studi in memoria di Gioele Solari dei discepoli, Torino, Edizioni Ramella, 1954.
- Felice Balbo, La sfida storica del comunismo al Cristianesimo e le sue conseguenze filosofico-sociali, Il Mulino, 3, pp. 151–158, 1958.
- Felice Balbo, Idee per una filosofia dello sviluppo umano, Torino, Boringhieri, 1962.
- Felice Balbo, Opere, Torino, Boringhieri, 1963.

## Scritti postumi
- Felice Balbo, Essere e progresso, 1966.
- Felice Balbo, Lezioni di etica, a cura di Anna Giannatiempo Quinzio, introduzione di Sergio Quinzio, Roma, Edizioni Lavoro, 1988.
- Felice Balbo, Natalia Ginzburg, Cesare Pavese, Lettere a Ludovica, Archinto, 2008.